# سافو (مقاطعة تاريخية)

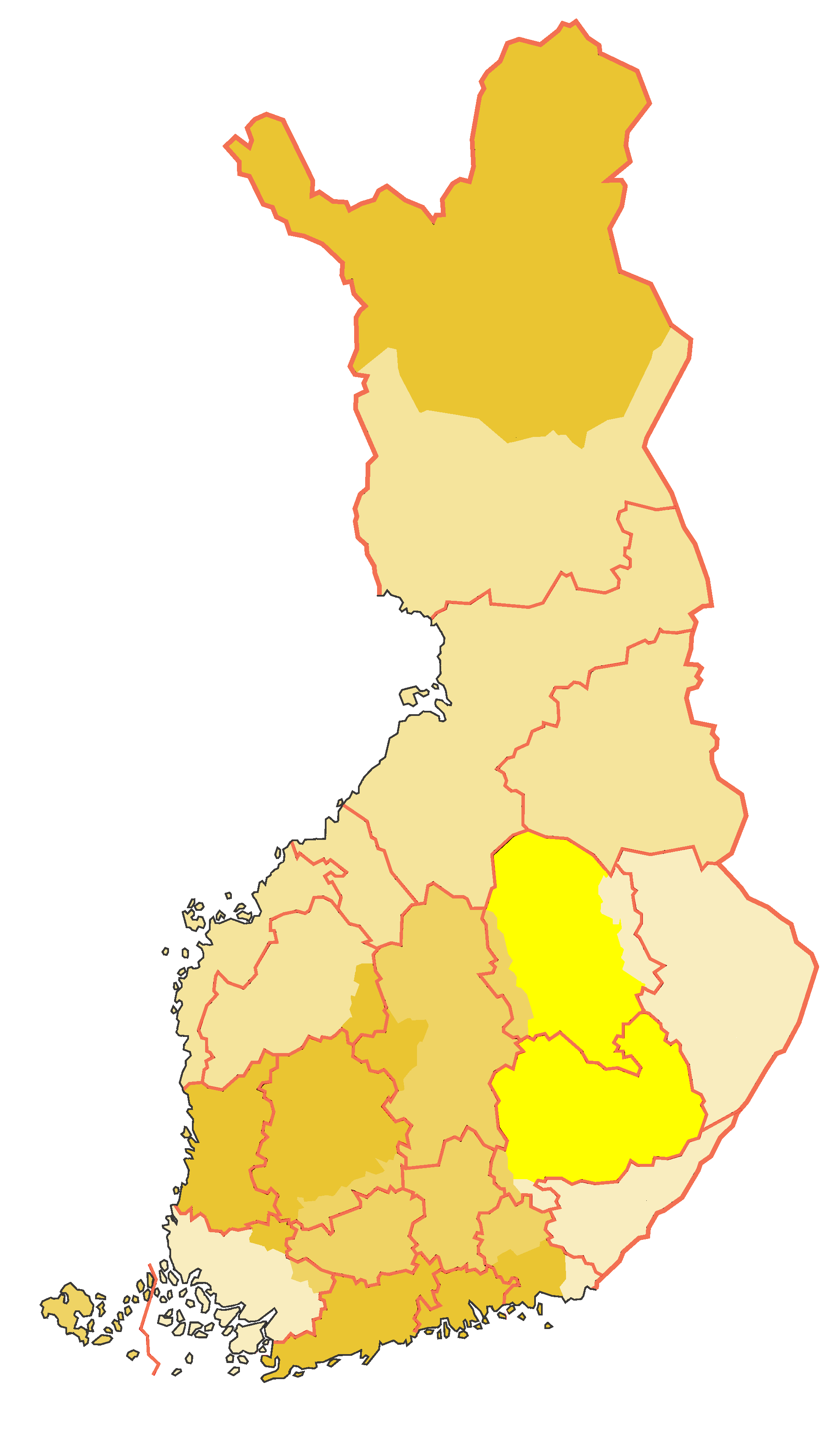
منطقة سافو التاريخية
(حدود الأقاليم الحديثة باللون الوردي)

شعار منطقة سافو التاريخية

سافو (بالفنلندية Savo؛ بالسويدية Savolax) مقاطعة فنلندية تاريخية في شرقي البلاد. كانت تحدها أوسيما وهامي وبوهيانما وكاريليا.
حسب التقسيم الإداري الفنلندي الحالي هذه المقاطعة التاريخية مقسمة إلى إقليمين هما : سافو الشمالية وسافو الجنوبية.

## التاريخ
تمثل مقاطعة سافو منطقة السافونيين الأصلية، وهم إحدلا ما تعرف بالقبائل الفنلندية وقلب لهجة الفنلندية الشرقية . عمل شعب سافو تقليدياً بزراعة القطع والحرق ، والتي نقلها المستوطنون بنجاح إلى بوهيانما وكاينو وفارملاند في الجزء الجنوب الغربي من السويد وشرق النرويج.
ارتحل المستوطنون السافونيون أيضاً نحو كاريليا الفنلندية وإنغريا والسويد (انظر : فنلنديو الغابة).
سافو التي كانت جزءا من السويد منذ أواخر القرن الثالث عشر ، انفصلت عن السويد عندما تنازلت عن فنلندا لصالح روسيا 1809. في مقاطعات لم يعد للمقاطعات اليوم من وظائف إدارية ولكن تعيش اليوم باعتبارها إرث تاريخي في كلا البلدين.

## الثقافة
سافو هي معقل اللهجات السافونية من اللغة الفنلندية ، ولكن اللهجة يتحدث بها في منطقة أكبر منها ذلك بكثير.

## مشاهير السافونيين
- أورهو كيكونن
- إركو ليكانن
- بآفو ليبونن
- سبيدي باسانن

## الشعار
الشعار متوج بإكليل كونتي، في التقاليد الفنلندية يشابه هذا أكثر الإكليل الباروني السويدي. وعليه : «سواد، يد مرسومة تحمل قوساً ونشاباً بوضع الرمي باتجاه اليمين، أو ؛ خيط القوس ورأس السهم وريشة السهم فضية».